# Аркадий (Демченко)
Епи́скоп Арка́дий (в миру Дмитрий Петрович Демченко; род. 12 мая 1979, Бахмач, Черниговская область) — архиерей Украинской православной церкви, епископ Гостомельский, викарий Киевской епархии.

## Биография
Родился 12 мая 1979 года в городе Бахмаче Черниговской области в семье рабочих. В 1996 году окончил Бахмачскую среднюю школу № 5.
В 1996—2000 годах учился в Киевской духовной семинарии. С 1997 года нёс постоянное послушание в канцелярии Киевской епархии. В 2000—2004 годах учился в Киевской духовной академии.
С 29 сентября 2000 года по 12 ноября 2001 года являлся делопроизводителем Хустского епархиального управления.
9 октября 2000 года в Кирилло-Мефодиевском кафедральном соборе города Хуста Закарпатской области епископом Хустским и Виноградовским Иоанном (Сиопко) был рукоположен в сан диакона.
5 февраля 2002 года был зачислен в клир Киевской епархии и назначен делопроизводителем Киевской епархии. 27 апреля 2003 года был возведен в сан протодиакона.
9 ноября 2006 года рукоположен в сан пресвитера митрополитом Киевским и всея Украины Владимиром (Сабоданом).
27 марта 2007 года в Ближних пещерах Киево-Печерской лавры пострижен в мантию с именем Аркадий в честь преподобного Аркадия Кипрского и возведён в сан игумена митрополитом Владимиром (Сабоданом).
С 1 декабря 2007 до 19 июня 2012 года года являлся заведующий канцелярией Киевской епархии.
20 декабря 2008 года решением Священного Синода УПЦ включён в состав созданной тогда же Комиссии по подготовке участия епархий Украинской Православной Церкви в Поместном соборе Русской православной церкви.
1 мая 2011 года на соборной площади Свято-Успенской Киево-Печерской лавры митрополитом Владимиром (Сабоданом) был возведён в сан архимандрита.
27 июня 2011 года распоряжением митрополита Киевского и всея Украины Владимира (Сабодана) назначен председателем Наградного отдела УПЦ.
В 2014 году окончил исторический факультет Киевского национального университета им. Т. Г. Шевченко со степенью магистра истории.
20 декабря 2022 года решением Священного Синода УПЦ был избран епископом Гостомельским, викарием Киевской епархии.
2 января 2023 года в Свято-Троицком храме Пантелеймоновского женского монастыря в Феофании наречён во епископа Гостомельского, викария Киевской епархии.
4 января 2023 года в храме преподобного Агапита Печерского Успенской Киево-Печерской лавры хиротонисан во епископа Гостомельского, викария Киевской епархии. Хиротонию совершили: митрополит Киевский и всея Украины Онуфрий (Березовский), митрополит Вышгородский и Чернобыльский Павел (Лебедь), митрополит Бориспольский и Броварской Антоний (Паканич), митрополит Херсонский и Таврический Иоанн (Сиопко), митрополит Запорожский и Мелитопольский Лука (Коваленко), митрополит Житомирский и Новоград-Волынский Никодим (Горенко), митрополит Уманский и Звенигородский Пантелеимон (Луговой), митрополит Черкасский и Каневский Феодосий (Снигирёв), митрополит Нежинский и Прилукский Климент (Вечеря), архиепископ Гурий (Кузьменко), архиепископ Яготинский Серафим (Демьянов), архиепископ Обуховский Иона (Черепанов), архиепископ Фастовский Дамиан (Давыдов), архиепископ Южненский Диодор (Васильчук), архиепископ Золотоношский Иоанн (Вахнюк), архиепископ Барышевский Виктор (Коцаба), архиепископ Белогородский Сильвестр (Стойчев), епископ Переяслав-Хмельницкий Дионисий (Пилипчук), епископ Вишневский Спиридон (Романов), епископ Ирпенский Лавр (Березовский), епископ Бородянский Марк (Андрюк), епископ Бышевский Кирилл (Билан), епископ Скадовский Вениамин (Величко).